# Bernhard Forssell
Johan Bernhard Forssell, född 16 april 1856 i Gävle, död 4 oktober 1920 i Stockholm, var en svensk försäkringsman och kulturhistorisk författare.
Bernhard Forssell var son till prosten Carl Adolf Forssell och bror till Abraham och Hans Forssell. Efter studier vid läroverket och Tekniska skolan i Örebro samt kontorsverksamhet i Göteborg arbetade Forssell en tid som journalist men övergick 1883 till en anställning vid bokförlagsfirman F. & G. Beijer i Stockholm och arbetade därefter som livförsäkringsinspektör vid Allmänna lifförsäkringsaktiebolaget 1887–1897. 
Sina erfarenheter från livförsäkringsbranschen gav han uttryck för i den på sin tid uppmärksammade skriften Föredrag hållet å Svenska lifförsäkringsaktiebolagens inspektörsförening (1893) och Ett vak upp i den mycket omtvistade lifförsäkringsfrågan (1900). Från mångåriga resor i Norrland lät han publicera artikelserier i Stockholmstidningar som Dagens Nyheter, Aftonbladet och Stockholms Dagblad. Forssell tog även livligt del i folkbildningsverksamheten och företog föreläsningsresor för att väcka intresset för folkbildning och jordbruksfrågor. På äldre dagar återvände han till journalistiken som anställd vid Nerikes Allehanda, samtidigt som han slog sig på kulturhistoriskt författarskap. Bland annat utgav han Örebro och dess utveckling. Kulturhistoriska utkast i ord och bild (del I 1912, del II 1916), Örebro stadsfullmäktiges minnesskrift för första halfseklet åren 1863–1912 (1915) och Handskomakeriet i Närike (utgiven efter hans död 1920–1921).